# Tomašević István bosnyák király
Tomašević István (1438 körül – Jajca, 1463. június 5.), horvátul és bosnyák nyelven: Stjepan Tomašević, szerbül: Стефан Томашевић, Bosznia utolsó szuverén uralkodója (király) és Szerbia utolsó uralkodója (despota).

## Élete
Édesapja István Tamás bosnyák király, édesanyja apjának az első felesége, Vojača volt. Szülei házasságát, melyet patarénus szokás szerint kötöttek, IV. Jenő pápa egy 1445. május 29-én kelt oklevélben érvénytelenítette, ugyanakkor fiukat, Tomašević Istvánt a válás ellenére is törvényesnek ismerte el. 
1462 telén felmondta a török függést és a II. Piusz pápa által a török elleni összefogás érdekében összehívott mantovai kongresszushoz fordult védelemért, amelyik a belső vitái miatt azonban nem segíthetett. II. Mehmed oszmán szultán viszont 1463 májusában megtámadta őt, hogy megbüntesse. Júniusban a szultán elfoglalta Jajcát, elfogatta és kivégeztette Istvánt. 